# Юные титаны, вперёд!
Юные Титаны, вперёд! (англ. Teen Titans Go!) — американский мультсериал, посвящённый команде супергероев «Юные титаны». Выпускается с 23 апреля 2013 года до настоящего времени. Мультфильм выпускается DC Entertainment на канале Cartoon Network. Мультфильм основан на комиксах и мультсериале Teen Titans. Создан из-за удачного релиза мультфильма New Teen Titans.
В сентябре 2017 года создатели сериала заявили о полнометражном мультфильме, который выйдет 27 июля 2018 года.
8 марта 2018 года создатели сериала сообщили о выходе 5-го сезона, назначеного на июнь.
1 февраля 2023 года стало известно что Джеймс Ганн продлил мультсериал в рамках DC Elseworlds.

## Главные персонажи

### Юные титаны
- Робин — энергичный лидер Титанов, «одинокий волк», супергерой без способностей, акробат и немного эгоист. Влюблён в Старфаер.
- Старфаер — оптимистичная, жизнерадостная и глуповатая инопланетянка с Тамарана. В неё, возможно взаимно, влюблён  Робин.
- Бист Бой — инфантильный бездельник, имеет зелёный цвет кожи и может превращаться в различных животных. Влюблён в Рэйвен. Вегетарианец и не ест мясо. Лучший друг Киборга.
- Киборг — получеловек полуробот, лучший друг и точная копия Бистбоя. В одной из серий притворялся мужем Джинкс. Взаимно влюблён в Джинкс.
- Рэйвен — самая таинственная из всех членов команды, саркастическая старшая сестра. Она влюблена в Бист Боя, но в силу своего характера старается это не выдавать.

### Хайв 5
- Гизмо — лидер команды Хайв, низкорослый самолюбивый изобретатель.
- Джинкс — вице-лидер Хайв 5, несущая неудачу злодейка. Стала на путь доброты в сериале 2003 года. В одной из серий притворялась женой Киборга.
- Мамонт — самый увесистый из всех членов команды, обладает огромной силой.
- Си-Мор — ровно, как и Билли, не появлялся до мультсериала Teen Titans, поэтому среди всей команды Хайв является довольно невзрачным злодеем, вся его сила ограничивается управлением механическим глазом.
- Билли Нумероус — такой же невзрачный злодей, как и Си-Мор, может клонироваться.

## Эпизоды
| Сезон | Эпизоды   | Первый показ    | Последний показ  |
| ----- | --------- | --------------- | ---------------- |
| 1     | 52        | 23 апреля 2013  | 5 июня 2014      |
| 2     | 52        | 12 июня 2014    | 30 июля 2015     |
| 3     | 52 + спец | 31 июля 2015    | 13 октября 2016  |
| 4     | 52        | 20 октября 2016 | 25 июня 2018     |
| 5     | 52        | 25 июня 2018    | 4 апреля 2020    |
| 6     | 52        | 4 октября 2019  | 1 мая 2021       |
| 7     | 52        | 8 января 2021   | 16 сентября 2022 |
| 8     | 52        | 7 октября 2022  | TBA              |

## Стиль
Стиль мультсериала сильно отличается от стиля прототипного сериала. Он даже отличается от рисунка в мультфильме New Teen Titans. В этом мультсериале головы заметно больше по пропорциям, относительно тела, хотя не настолько, как в мультфильме, которому обязан этот сериал (New Teen Titans) Также цвета гораздо ярче. Все живые персонажи имеют чёрный контур с изменением толщины, тем временем, как неподвижные объекты иногда имеют синеватый или похожий на цвет заливки контур, а тени и блики задаются на них с помощью тёмной области (переход передаётся "колючими краями"). Подобным стилем рисуются книжные иллюстрации и некоторые истории в мультсериале. Также стоит сказать, что радужную оболочку у персонажей имеют в основном представители женского пола.

### Минимизированный стиль
Наиболее часто появляется во вступительном ролике (момент с танцами, только каждый сезон). В этом стиле персонажи лишены носа и зрачков. Контур тонкий и одинаковой толщины. Изменяется в зависимости от сезона. В первом сезоне Титаны имеют форму головы похожую на скруглённый квадрат, чёрные глаза, короткое тело и резкую анимацию, пропорции схожи с детскими. Во втором, анатомия больше похожа на взрослую, имеют длинные тела и вытянутые головы. В глазах есть белок. Движения не такие резкие. В третьем сезоне глаза заметно больше, как и голова, тело имеет более гладкие пропорции.